# 真富士山
真富士山（まふじやま）は、静岡県静岡市葵区平野と清水区河内の境にある山。第一真富士山と第二真富士山があり、前者は1343メートル、後者は1401メートルである。第一を主峰とするが標高は第二の方が高い。

## 概要
静岡市葵区北部にある標高1999.7メートルの大谷嶺（おおやれい）から、安倍川左岸に沿うように南下し、賤機山（標高171メートル）にいたる山脈上の山である。同じ山脈内には十枚山や竜爪山などがある。
山名の由来は、安倍川を挟んで対岸にある見月山（みつきやま）山頂から東を見たとき、第一真富士と第二真富士の間に富士山が見えることによると言うが、真富士山山頂も富士山や周辺の山々が見え、眺望に優れている。
安倍川側の平野集落などから登山道があり、舗装道路沿いに第一登山口、第二登山口、第三登山口がある。

## アクセス
参考文献を元に作成した一例。休憩時間等は含まれていない。
- 静岡駅→（バス55分）→平野バス停→（45分）→鎌沢橋→（130分）→真富士峠→（12分）→第一真富士山→（9分）→真富士峠→（25分）→第二真富士山